# Clausena harmandiana
Clausena harmandiana là một loài thực vật có hoa trong họ Cửu lý hương. Loài này được (Pierre) Guillaumin mô tả khoa học đầu tiên năm 1910.